# Nick Groff
Nicholas Joshua Groff (San José, 19 de abril de 1980) es un investigador paranormal y músico estadounidense.

## Carrera
En 2004 Groff se asoció con Zak Bagans y Aaron Goodwin para producir documentales, así iniciaron Buscadores de fantasmas y el proyecto alcanzó resultados cuando firmaron contrato con Travel Channel a fines de 2007. En noviembre de 2014 Groff anunció que no continuaría participando del proyecto, tras 10 temporadas y 14 años de trabajo con sus socios.
En 2016 produjo Encierro Paranormal conjuntamente con Katrina Weidman para una temporada por Destination America. El éxito del programa les permitió contratar por dos temporadas más con TLC.

## Vida personal
Groff se casó con su novia Veronique en 2004 con quien tiene dos hijas.